# محمد ایوب مهر
محمد ایوب مهر (زاده: ۱۳۳۹ ولسوالی تالقان، ولایت تخار) سیاست‌مدار افغانستانی و نماینده مردم تخار در دوره پانزدهم مجلس نمایندگان افغانستان است.

## زندگی‌نامه
محمد ایوب مهر متولد ۱۳۳۹ از ولسوالی تالقان ولایت تخار افغانستان است. وی دارای مدرک کارشناسی حقوق و علوم سیاسی است. همچنان موسس دانشگاه خانه دانش در ولایت تخار نیز می‌باشد.

## دیگر فعالیت‌ها
- رئیس اداره شهدا و معلولین.[۱]
- رئیس اداری ولایت تخار.[۱]